# Miguel Esteves Saguí
Miguel Esteves Saguí (Buenos Aires, mayo de 1814 - junio de 1892) fue un jurista, político y escritor argentino, de activa actuación en la segunda mitad del siglo XIX en la provincia de Buenos Aires. Fue dos veces presidente de la municipalidad de la ciudad de Buenos Aires.

## Biografía
Perdió la visibilidad de un ojo a los cuatro años, pese a lo cual pudo completar sus estudios en la Universidad de Buenos Aires, doctorándose en jurisprudencia en 1838. Aunque era amigo de varios de los miembros de la Asociación de Mayo - sobre todo de Jacinto Rodríguez Peña – no se unió a ellos en sus críticas al gobierno de Juan Manuel de Rosas.
Fue profesor de derecho de la Universidad de Buenos Aires durante muchos años. Su obra más destacada fue un "Tratado de Procedimientos Civiles del Foro de Buenos Aires", publicada por entregas en un periódico desde fines de 1851. En su prólogo, elogiaba abiertamente al gobernador Rosas. Cuando la terminó de publicar, algo después de la derrota de éste en la batalla de Caseros, en el epílogo se retractó de su apoyo al "dictador" caído.
Fue elegido diputado provincial en la primera legislatura posterior a Caseros, y fue fiscal del fuero criminal desde mediados de 1852. Cuando se discutió el Acuerdo de San Nicolás en la legislatura porteña, fue uno de los más destacados opositores al mismo, sobre todo por el modo violento en que atacó la figura del general Urquiza, y a la persona del ministro Vicente Fidel López.
Fue uno de los organizadores de la revolución del 11 de septiembre de 1852, y mientras el general Pirán sacaba los soldados a la calle, Esteves Saguí llamó a la población con la campana del cabildo. Reasumió su cargo en la legislatura, pero también fue nombrado fiscal general de la provincia. En febrero del año siguiente sumó otro cargo: jefe de policía de la ciudad. En julio renunció al cargo de fiscal, y poco después al de jefe de policía.
Fue el abogado defensor del coronel Antonino Reyes, que había sido edecán de Rosas y comandante del cuartel de Santos Lugares, acusado por el cumplimiento de varias órdenes de ejecución de prisioneros por parte del exgobernador. En su defensa, alegó que toda la sociedad porteña era conjuntamente responsable de los crímenes de Rosas. El fiscal y los jueces – incluidos dos exfuncionarios de Rosas – rechazaron ese argumento y condenaron a Reyes a muerte, sentencia que no se cumplió por la huida del condenado.
Fue miembro de la convención constituyente del Estado de Buenos Aires, y se destacó por ser de los más decididos a proclamar la independencia de Buenos Aires. Por varios períodos alternó los cargos de diputado y senador provincial. Durante el gobierno de Valentín Alsina fue presidente de la Municipalidad, cargo equivalente al de intendente de la misma. Fue miembro de la convención revisora de la Constitución Nacional en 1860. Volvió a ser presidente de la Municipalidad bajo el gobierno de Adolfo Alsina y en el de su sucesor Emilio Castro.
Su accionar se limitó siempre a la provincia de Buenos Aires, excepto durante el corto período en que fue presidente del Banco Nacional, y en ninguna otra ocasión ejerció cargo alguno en el gobierno nacional. 
Casi toda su carrera política la hizo mientras seguía dando clases en la Universidad; fue profesor de derecho criminal y de derecho mercantil. En febrero de 1872 reemplazó por unos meses al rector de la Universidad, doctor Juan María Gutiérrez. Renunció en enero del año siguiente, en medio de un escándalo entre alumnos de distintas cátedras que llegó a las agresiones físicas. En septiembre del año anterior había renunciado a la Municipalidad.
Desde entonces se dedicó a la literatura: empezó editando las "Memorias" de su tío Francisco Saguí, sobre los últimos años del Virreinato del Río de la Plata y la Revolución de Mayo, y más tarde tradujo la Eneida de Virgilio del latín. Escribió una curiosas "fábulas forenses", con la idea de que fueran útiles a sus alumnos, y por último se dedicó a la poesía.
Falleció en Buenos Aires en junio de 1892.